# Marthod
Marthod és un municipi francès situat al departament de la Savoia i a la regió d'Alvèrnia-Roine-Alps. L'any 2007 tenia 1.365 habitants.

## Demografia

### Població
El 2007 la població de fet de Marthod era de 1.365 persones. Hi havia 535 famílies de les quals 107 eren unipersonals (48 homes vivint sols i 59 dones vivint soles), 202 parelles sense fills, 190 parelles amb fills i 36 famílies monoparentals amb fills.
La població ha evolucionat segons el següent gràfic:
Habitants censats

### Habitatges
El 2007 hi havia 590 habitatges, 536 eren l'habitatge principal de la família, 30 eren segones residències i 23 estaven desocupats. 504 eren cases i 82 eren apartaments. Dels 536 habitatges principals, 430 estaven ocupats pels seus propietaris, 95 estaven llogats i ocupats pels llogaters i 11 estaven cedits a títol gratuït; 4 tenien una cambra, 24 en tenien dues, 80 en tenien tres, 172 en tenien quatre i 257 en tenien cinc o més. 462 habitatges disposaven pel capbaix d'una plaça de pàrquing. A 213 habitatges hi havia un automòbil i a 294 n'hi havia dos o més.

### Piràmide de població
La piràmide de població per edats i sexe el 2009 era:
| Homes | Edats   | Dones |
| ----- | ------- | ----- |
| 0     | 95 o +  | 0     |
| 4     | 90 a 94 | 0     |
| 0     | 85 a 89 | 4     |
| 4     | 80 a 84 | 8     |
| 24    | 75 a 79 | 28    |
| 20    | 70 a 74 | 36    |
| 16    | 65 a 69 | 12    |
| 36    | 60 a 64 | 52    |
| 36    | 55 a 59 | 56    |
| 68    | 50 a 54 | 52    |
| 44    | 45 a 49 | 36    |
| 32    | 40 a 44 | 44    |
| 76    | 35 a 39 | 72    |
| 40    | 30 a 34 | 36    |
| 64    | 25 a 29 | 12    |
| 20    | 20 a 24 | 29    |
| 44    | 15 a 19 | 20    |
| 68    | 10 a 14 | 41    |
| 52    | 5 a 9   | 28    |
| 16    | 0 a 4   | 12    |

## Economia
El 2007 la població en edat de treballar era de 889 persones, 661 eren actives i 228 eren inactives. De les 661 persones actives 640 estaven ocupades (356 homes i 284 dones) i 22 estaven aturades (8 homes i 14 dones). De les 228 persones inactives 81 estaven jubilades, 73 estaven estudiant i 74 estaven classificades com a «altres inactius».

### Ingressos
El 2009 a Marthod hi havia 541 unitats fiscals que integraven 1.408 persones, la mediana anual d'ingressos fiscals per persona era de 19.603 €.

### Activitats econòmiques
Dels 40 establiments que hi havia el 2007, 2 eren d'empreses de fabricació d'altres productes industrials, 15 d'empreses de construcció, 7 d'empreses de comerç i reparació d'automòbils, 2 d'empreses de transport, 2 d'empreses d'hostatgeria i restauració, 1 d'una empresa financera, 7 d'empreses de serveis, 2 d'entitats de l'administració pública i 2 d'empreses classificades com a «altres activitats de serveis».
Dels 16 establiments de servei als particulars que hi havia el 2009, 2 eren tallers de reparació d'automòbils i de material agrícola, 2 guixaires pintors, 5 fusteries, 1 lampisteria, 5 electricistes i 1 restaurant.
L'any 2000 a Marthod hi havia 41 explotacions agrícoles que ocupaven un total de 324 hectàrees.

## Equipaments sanitaris i escolars
El 2009 hi havia una escola elemental.

## Poblacions més properes
El següent diagrama mostra les poblacions més properes.